# Liste des présentateurs du Journal de 13 heures de France 2
Pour un article plus général, voir Journal de 13 heures de France 2.
Cet article dresse la liste des présentateurs du Journal de 13 heures de France 2.
Cette édition est présentée du lundi au vendredi par Julian Bugier depuis janvier 2021 et du samedi au dimanche par Leïla Kaddour-Boudadi depuis septembre 2017.

## En semaine (lundi au vendredi)
Antenne 2 (1975-1992) :
- janvier 1979 - juin 1981 :  Patrick Lecocq
- septembre 1981 - septembre 1982 : Philippe Labro et Bernard Langlois (en alternance)
- septembre 1982 - mars 1985 : Daniel Bilalian et Noël Mamère (en alternance)
- avril 1985 - septembre 1986 : Hervé Claude et Noël Mamère (en alternance)
- septembre 1986 - décembre 1989 : William Leymergie et Patricia Charnelet (en duo)
- janvier - juin 1990 : Henri Sannier
- septembre 1990 - juin 1992 : Philippe Lefait et Hervé Claude (en alternance)

France 2 (depuis 1992)
- septembre 1992 - juin 1993 : Henri Sannier et Laurence Piquet
- septembre 1993 - février 1994 : Henri Sannier
- février 1994 - juin 1995 : Daniel Bilalian
- septembre 1995 - juillet 1998 : Patrick Chêne
- septembre 1998 - juin 2000 : Carole Gaessler et Rachid Arhab
- septembre 2000 - juin 2001 : Gérard Holtz
- septembre 2001 - juin 2004 : Daniel Bilalian
- septembre 2004 - janvier 2005 : Christophe Hondelatte
- janvier 2005 - juillet 2005 : Benoît Duquesne
- juillet 2005 - septembre 2005 : Olivier Galzi et David Boéri
- 5 septembre 2005 - 29 avril 2016 : Élise Lucet
- 2 mai 2016 - 26 août 2016 : Nathanaël de Rincquesen, Sophie Le Saint et Marie-Sophie Lacarrau (en alternance)
- 29 août 2016 - 17 septembre 2020 : Marie-Sophie Lacarrau
- 18 septembre 2020 - 25 décembre 2020 : Nathanaël de Rincquesen (en intérim)
- Depuis le 4 janvier 2021 : Julian Bugier

## Le week-end (samedi et dimanche)
Antenne 2 (1975-1992)
- octobre 1979 - février 1981 : Léon Zitrone
- février - juin 1981,  septembre 1987 - juillet 1990: Daniel Bilalian
- septembre 1981 - septembre 1982 : Philippe Labro et Bernard Langlois (en alternance)
- septembre 1982 - mars 1985 : Daniel Bilalian et Noël Mamère (en alternance)
- avril 1985 - septembre 1986 : Hervé Claude et Noël Mamère (en alternance)
- septembre 1986 - juin 1987 : Noël Mamère
- septembre 1990 - juin 1992 : Philippe Lefait et Hervé Claude (en alternance)

France 2 (depuis 1992)
- septembre 1992 - juin 1994 : Paul Amar et Bruno Masure (en alternance)
- septembre 1994 - juin 1995 : Etienne Leenhardt et Bruno Masure (en alternance)
- septembre 1995 - octobre 1997 :  Daniel Bilalian et Bruno Masure (en alternance)
- octobre 1997 - juillet 1998 : Laurence Piquet
- 22 août 1998 - 25 février 2007 : Béatrice Schönberg
- 10 mars 2007 - 16 juillet 2017 : Laurent Delahousse
- Depuis le 22 juillet 2017 : Leïla Kaddour-Boudadi (par intérim, puis de façon définitive)

## Remplaçants

### En semaine (du lundi au vendredi)
- 2002 - 2004 : Laurence Ostolaza
- 2003 - 2004 : François Brabant
- 2004 : Carole Gaessler
- 2004 - 2005 : Benoît Duquesne
- 2005 - 2006 : Olivier Galzi et David Boéri
- 2006 - 2008 : Françoise Laborde et David Boéri
- janvier - décembre 2008 : Françoise Laborde et Sophie Le Saint
- Juillet 2008 : Laurence Piquet
- janvier 2009 - juin 2014 : Sophie Le Saint et Nathanaël de Rincquesen[1].
- août 2014 - avril 2016 : Marie-Sophie Lacarrau[2] et Nathanaël de Rincquesen
- Août 2016 à août 2020 : Sophie Le Saint
- Décembre 2016 à août 2022 : Jean-Baptiste Marteau
- 16 avril 2018 : Julian Bugier
- août 2018 et juillet-août 2019 : Estelle Colin
- août 2017 et depuis août 2019 : Julien Benedetto
- octobre 2019 - octobre 2020 - août 2021 : Karine Baste-Régis
- Août 2009 à octobre 2024 : Nathanaël de Rincquesen
- Depuis novembre 2024 : Maya Lauqué

### Le week-end (samedi et dimanche)
- août 1998 : Benoît Duquesne
- 1999 - 2006 : Françoise Laborde
- 2006 - 2007, juillet 2019, juillet 2020 et juillet 2021 : Laurent Delahousse
- 2007 - 2010 : Olivier Galzi
- juillet 2010, de avril 2019 à octobre 2020 : Sophie Le Saint[3]
- 2008 - 2016 : Marie Drucker[4]
- 2011-2020 : Julian Bugier
- septembre 2016 - juin 2017 : Leïla Kaddour-Boudadi
- octobre 2018 : Estelle Colin
- les 6 et 7 juin et les 4 et 5 juillet 2020 : Karine Baste-Régis
- 28-29 novembre 2020 : Djamel Mazi
- Octobre 2017 - 2023 : Jean-Baptiste Marteau
- Juillet 2018 : Thomas Sotto
- Août 2018 : Nathanaël de Rincquesen
- Juillet 2021 : David Boéri
- Depuis Août 2019 : Julien Benedetto